# Praha-Rajská zahrada (železniční zastávka)
Praha-Rajská zahrada je železniční zastávka v Praze v Kyjích na tratích směrem do Nymburka a Neratovic, poblíž stanice metra Rajská zahrada, vedle Chlumecké ulice. 
Byla postavena v rámci rekonstrukce železniční trati v úseku Praha-Vysočany – Mstětice v letech 2020–2023. K jejímu zprovoznění došlo 10. prosince 2023. Je zde umožněn přestup z metra na vlak. Zastávka má jedno boční a jedno ostrovní nástupiště. Přístup na nástupiště je zajištěn lávkou, na kterou vede výtah. Nachází se na tříkolejné trati.

## Historie

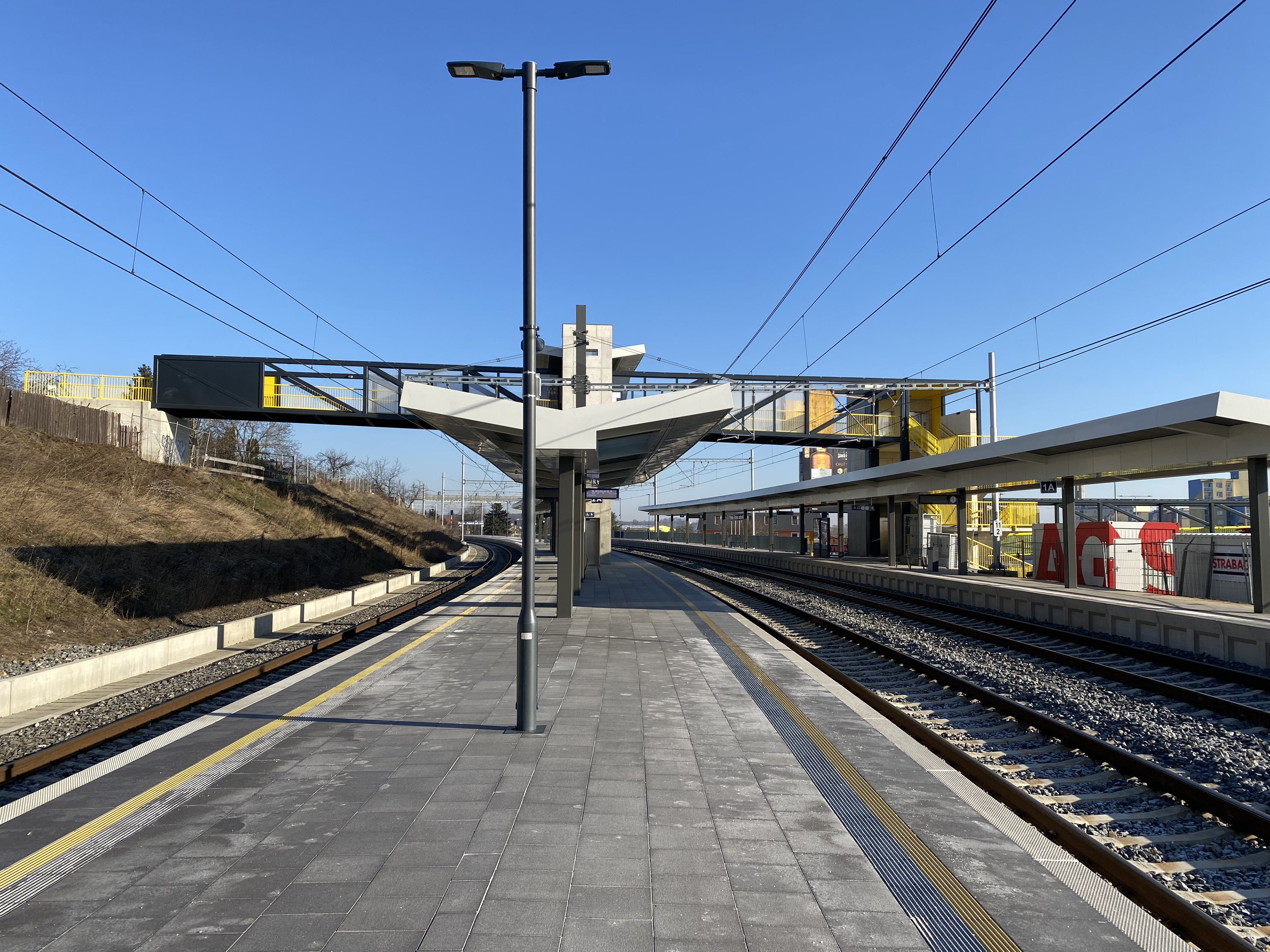
Ostrovní nástupiště v zastávce

SŽDC v roce 2019 hledala firmu, která za 3,57 miliardy korun bez DPH zmodernizuje úsek z Prahy-Vysočan do Mstětic. Součástí úprav měla být i kompletní proměna stanice Praha-Vysočany. Zakázku za 4,198 miliardy Kč získalo sdružení Mstětice – Vysočany, které vede Subterra a dalšími členy jsou OHL ŽS, Eurovia a EŽ Praha.
Rekonstrukce odstranila technicky nevyhovující stav a současně měla za cíl dosáhnout zvýšení traťové rychlosti a tím zkrácení cestovních dob. Trať má být více než dosud vhodná i pro nákladní dopravu, zvýší se například třída zatížení nebo délka kolejí až pro 740 metrů dlouhé vlaky.
Výstavba byla zahájena v rámci modernizace úseku Praha-Vysočany – Mstětice začátkem února 2022. Započala stabilizací svahu, výstavba nástupišť začala v dubnu, dokončena měla být v prosinci 2022.
Územní rozhodnutí pro lávku bylo vydáno v roce 2016. Podobu lávky navrhla VPÚ Deco Praha, a.s. Zakázku na projektovou dokumentaci a inženýrskou činnost nutnou k získání stavebního povolení získala společnost Pontex. Soutěž na stavbu lávky, kterou financuje hl. m. Praha, vyhrála v prosinci 2022 společnost Strabag, volba antracitové barvy vzešla z veřejné ankety. Zastávka je obsluhována vlaky od 10. prosince 2023, druhá lávka, vedoucí přes Chlumeckou ulici ke stanici metra, byla otevřena 3. dubna 2024.

## Popis a přístup

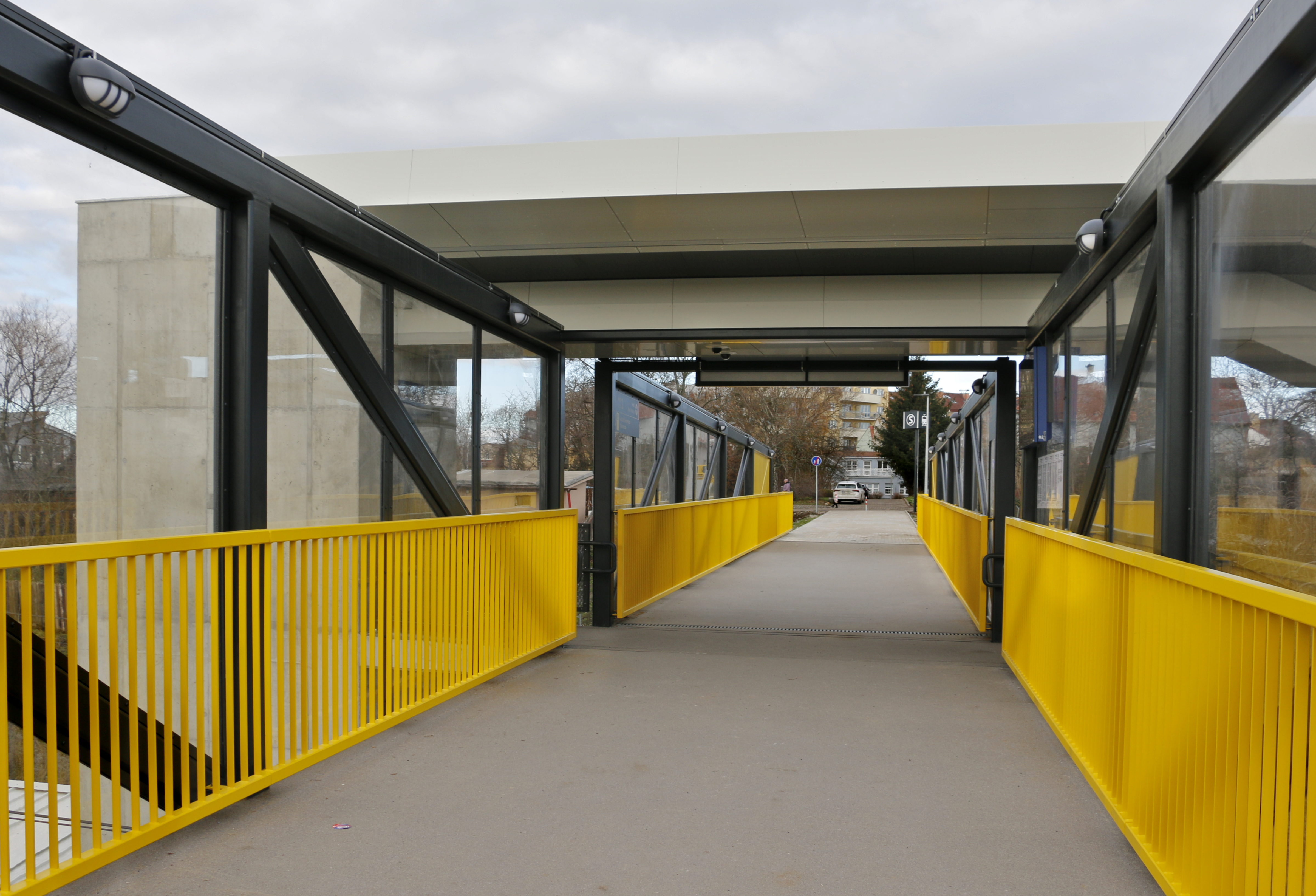
Lávka nad kolejištěm

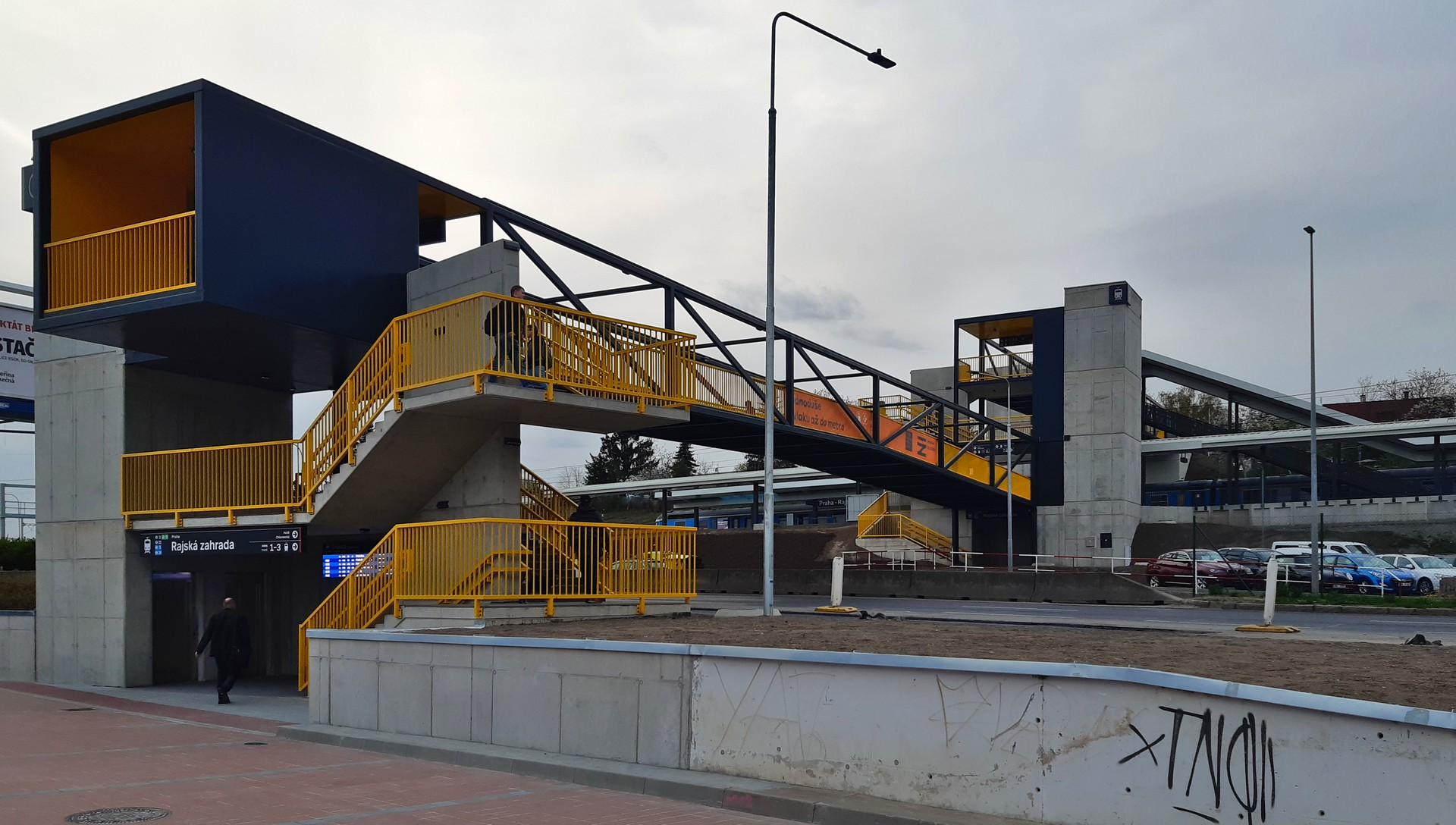
Lávka přes Chlumeckou ulici

Zastávka má dvě nástupiště o shodné délce 220 metrů, jedno na straně ke stanici metra u první koleje a druhé ostrovní mezi druhou a třetí kolejí.

### Lávky
Zastávku zpřístupňuje dvojice antracitových ocelových lávek se žlutým zábradlím o celkové délce téměř 90 metrů a šířce 3,8 metru. Lávky propojují i čtvrť Hutě se stanicí metra Rajská zahrada. Bezbariérová přístupnost lávek je zajištěna výtahy.
Kvůli svažitosti okolního terénu leží lávky v různých výškových úrovních. První (výše položená) lávka vede v rovině od křižovatky ulic Borská – U járku nad kolejištěm zastávky ke schodišti a výtahu k nástupišti u první koleje; přibližně uprostřed lávky se nachází schodiště a výtah k nástupišti u druhé a třetí koleje. Druhá (níže položená) lávka vede v rovině od nástupiště u první koleje přes Chlumeckou ulici ke schodišti a výtahu u stanice metra Rajská zahrada.